# Dieu (série télévisée)
Pour les articles homonymes, voir Dieu (homonymie).
Dieu est une série télévisée française créée par JLA Holding, réalisée par Jean Sagols et diffusée sur IDF1 en 2008 le samedi vers 19h30 à la place de Pat et les Filles.

## Distribution
- Laurent Ournac : Dieu
- Carole Dechantre : Minerve
- Sébastien Roch : Le prophète

## Épisode

### Saison 1
10 épisodes de 4 minutes.